# Salamanca (town, New York)
Pour les articles homonymes, voir Salamanca.
Salamanca est une ville située dans le comté de Cattaraugus, dans l'État de New York, aux États-Unis,. En 2010, elle comptait une population de 481 habitants, estimée au 1er juillet 2016 à 449 habitants.

## Démographie
Lors du recensement de 2010, la ville comptait une population de 481 habitants. Elle est estimée, en 2016, à 449 habitants.